# Энгердал
Энгердал (норв. Engerdal) — коммуна в губернии Хедмарк в Норвегии. Административный центр коммуны — город Энгердал. Официальный язык коммуны — букмол. Население коммуны на 2007 год составляло 1458 чел. Площадь коммуны Энгердал — 2196,58 км², код-идентификатор — 0434.

## История населения коммуны
Население коммуны за последние 60 лет.

Статистика коммуны Энгердал